# Coup d'Agadir

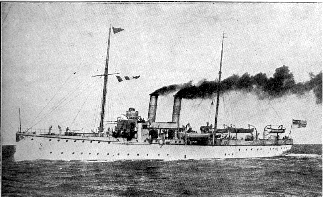
La canonnière SMS Panther dans la baie d'Agadir.

Le coup d'Agadir, ou crise d'Agadir, est un incident militaire et diplomatique qui eut lieu en 1911, entre la France et l'Allemagne, provoqué par l'envoi d'une canonnière (navire léger armé de canons) de la marine de guerre allemande dans la baie d'Agadir au Maroc, la SMS Panther. Il s'inscrit dans la rivalité des impérialismes européens pour le partage de l'Afrique et la mise en tutelle du Maroc précolonial.

## Causes
Au début du XXe siècle, la France, qui administre l'Algérie, colonisée depuis la conquête de 1830, se préoccupe de la sécurité de sa frontière avec le Maroc, tout en lorgnant sur ce pays. Le royaume chérifien était alors l'un des derniers pays non colonisés d'Afrique et suscitait la convoitise de plusieurs puissances européennes, surtout la France et l'Allemagne, cette dernière estimant avoir un retard à rattraper en matière de colonies.
En 1904, la France et la Grande-Bretagne concluent, contre l'Allemagne, un accord d'« Entente cordiale » : la France laisse les mains libres à la Grande-Bretagne en Égypte et, en contrepartie, peut instaurer un protectorat au Maroc.
En mars 1905, pour rappeler ses prétentions sur le Maroc, l'empereur allemand Guillaume II débarque à Tanger et rencontre le sultan marocain Moulay Abd al-Aziz. C'est le « coup de Tanger », qui provoque des tensions entre les puissances européennes jusqu’à la conférence internationale d'Algésiras, en 1906. L'Allemagne y obtient un droit de regard sur les affaires marocaines, et la France et l'Espagne obtiennent des droits particuliers sur le Maroc en matière de police et de banque.
En mars 1911, le sultan, menacé par une révolte, demande à la France de lui prêter main-forte. En mai, les troupes françaises occupent Rabat, Fès et Meknès. L'Allemagne, inquiète pour ses prétentions sur le Maroc, considère cette occupation comme une violation des accords d'Algésiras et décide de réagir.

## Déroulement

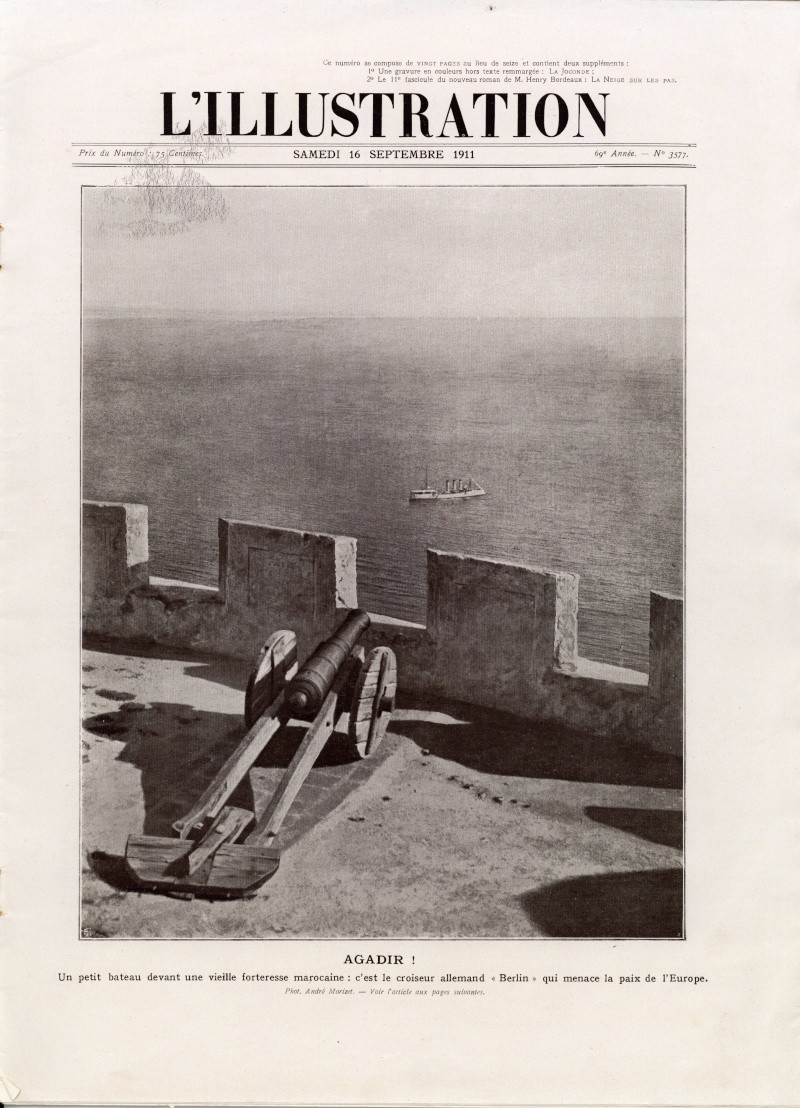
Le croiseur Berlin devant la casbah d'Agadir, en une de L'Illustration du 16 septembre 1911.

Prétendant répondre à un appel à l'aide d'entreprises allemandes de la vallée du Souss (il y avait alors quatre ressortissants allemands dans cette région, dont des représentants de la société Mannesmann), l'Allemagne, le 1er juillet 1911, décide, pour protéger ses intérêts, d'envoyer une canonnière, la SMS Panther, dans la baie d'Agadir, dont la rade avait été, jusqu'en 1881, fermée au commerce étranger. À partir de la mi-juillet, la Panther est régulièrement relayée par le croiseur SMS Berlin en alternance avec la canonnière SMS Eber.
L'Allemagne, qui voulait mettre un coup d'arrêt à l'expansion de la France au Maroc et affaiblir l'Entente cordiale entre la France et la Grande-Bretagne, est surprise par les vives réactions que provoque son coup de force. Le Royaume-Uni se déclare immédiatement en faveur de Paris et menace Berlin. David Lloyd George, alors Chancelier de l’Échiquier, déclare le 21 juillet devant la Chambre des Communes que les "intérêts vitaux" du Royaume-Uni, tant sur le plan politique que commercial sont "engagés aux côtés de la France au Maroc", ce qui marque un soutien sans nuance du gouvernement britannique aux aspirations françaises.
Le gouvernement français, soutenu par son opinion, manifeste une très grande fermeté et n'exclut pas une réponse militaire. La France et l'Allemagne sont au bord du conflit.
Le gouvernement Caillaux, conscient du très grave danger qu'une guerre représente, préfère négocier. Ces négociations sont conduites, côté français, par le président du Conseil, Joseph Caillaux, et l'ambassadeur français à Berlin, Jules Cambon, et, côté allemand, par Alfred von Kiderlen-Waechter, ministre des Affaires étrangères allemand. Aux termes d'âpres tractations, l'Allemagne renonce à être présente au Maroc, en échange de l’abandon par Paris de 272 000 km2 de territoires d'Afrique équatoriale, au Gabon, au Moyen-Congo et en Oubangui-Chari, au profit du Cameroun allemand. Après que les deux pays sont parvenus le 11 octobre à un accord, un traité officiel franco-allemand est signé le 4 novembre 1911 à Berlin et laisse les mains libres à la France au Maroc. Ce n'est qu'à ce moment-là que les bâtiments allemands quittent définitivement la baie d'Agadir, le 28 novembre 1911.

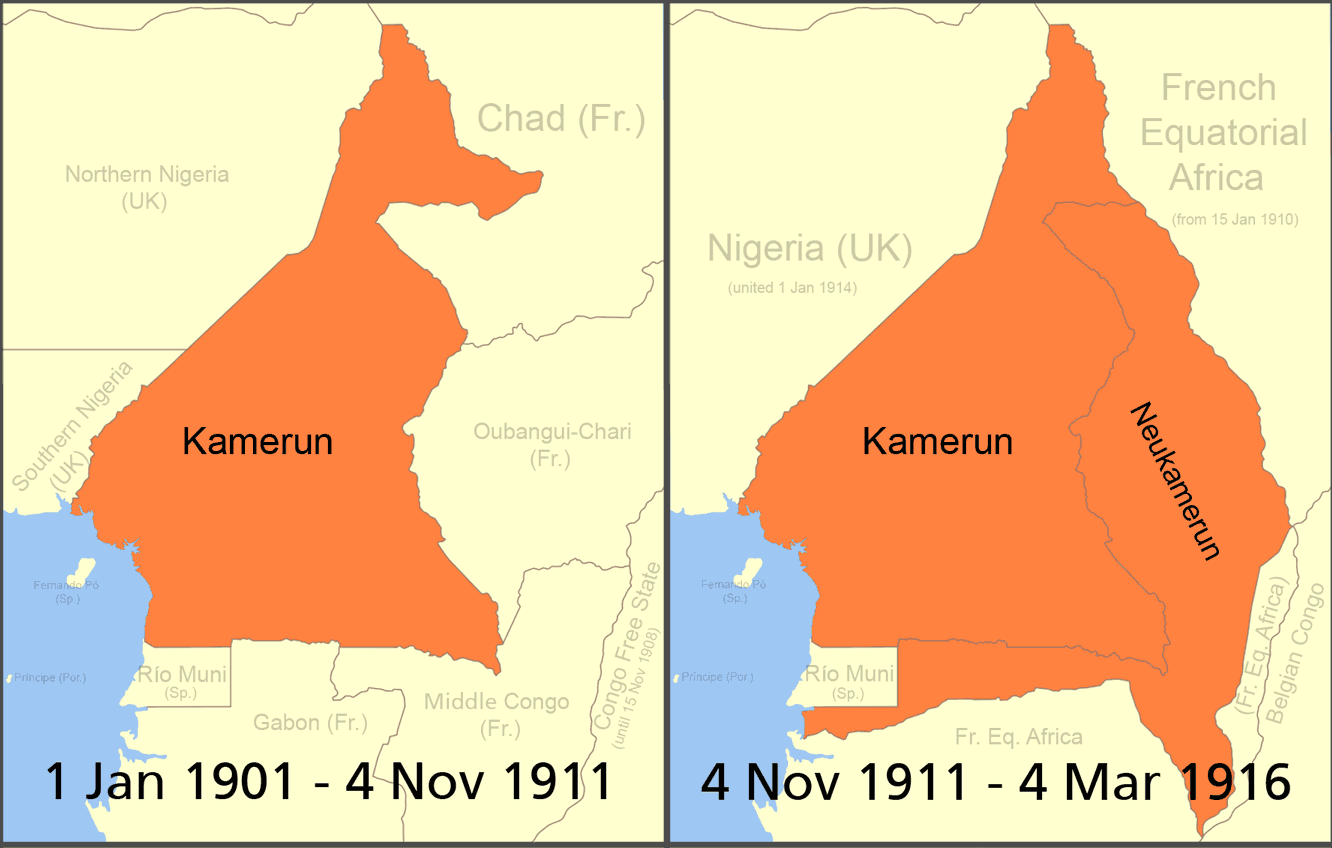
Le Kamerun avant et après le coup d'Agadir.

## Conséquences

### Sur la situation politique au Maroc
Le 30 mars 1912, après des négociations ardues, la France peut, par le traité de Fès, imposer au sultan Moulay Abd al-Aziz son protectorat sur le Maroc. Le prestige du souverain alaouite en est durement affecté, les élites politiques marocaines l'accusant d'avoir cédé l'empire marocain à la France. Ce discrédit a un effet néfaste sur la cohésion interne du Maroc et débouche sur la révolte des Tabors (bataillon d'infanterie marocaine) qui se soulèvent à Fès le 17 avril 1912 et massacrent de nombreux Européens durant le pillage de la ville. La gestion critiquée de la crise par la colonne Moinier précipite le retour de Lyautey, alors en métropole. Dès lors, l'indépendance du Maroc n'est plus qu'une façade. Lyautey devient le 27 avril 1912, résident général (gouverneur du Maroc). La France contrôle désormais plus de la moitié de la côte nord de l'Afrique.

### Sur les relations internationales
Ce bras de fer franco-allemand, qui annonce la Première Guerre mondiale, permet à la France d'éprouver son alliance avec la Grande-Bretagne. La guerre aurait pu éclater trois ans plus tôt sans l'habileté de Joseph Caillaux et la panique boursière en Allemagne dont le président du Conseil, spécialiste des finances, s'attribue la responsabilité. Dans ses Mémoires, Caillaux dit avoir obtenu des financiers français de banques allemandes qu'ils coupent les lignes de crédit lorsque l'ambassadeur allemand faisait des demandes importantes. En même temps, il obtient le retrait des disponibilités russes du marché allemand grâce à l'attaché financier de l'ambassade de Russie,,. C'est aussi pour la France une première occasion de s'opposer avec succès à l'Allemagne qui, à l'issue de la défaite française de 1870-1871, avait obtenu la cession de l'Alsace-Moselle. Certains historiens, néanmoins, tels Serge Berstein et Pierre Milza, considèrent que la partie « s'achève par un gain substantiel obtenu par l'impérialisme allemand ».
La presse nationaliste allemande de l'époque dénonce le fait que l'Allemagne ait risqué une guerre pour des « étangs congolais ». Cependant, pour le spécialiste des relations internationales Henry Kissinger, le principal problème allemand réside dans le fait qu'en intimidant ou en menaçant plusieurs pays de guerre en l'espace de quelques années, sans même être capable de formuler un objectif réfléchi, l'Allemagne a intensifié les peurs à son égard et fait émerger une coalition contre elle sans gain substantiel en retour ou consolidation de sa propre coalition. Une conséquence indirecte d'Agadir est que les Britanniques et les Français se répartissent les zones maritimes à protéger : les premiers ont l'Atlantique, les seconds la Méditerranée. Cette situation accroît l'obligation pour le Royaume-Uni d'entrer dans la Première Guerre mondiale.
Le philosophe allemand Oswald Spengler mentionne cet événement comme l'une des sources d'inspiration de son essai « Le Déclin de l'Occident » (1918).